# Nüxei
Nüxei ist ein Weiler bei Bad Sachsa im niedersächsischen Landkreis Göttingen in Deutschland.

## Geographie
Nüxei liegt nahe der Bundesstraße 243 zwischen Osterhagen und Mackenrode. Nach dem im Jahr 2020 eröffneten Abschnitt des Neubaus der B 243, die nun am Ort vorbeiführt, ist Nüxei nur noch von Tettenborn aus über die Landstraße 603 erreichbar.
Durch Nüxei fließt der Steinaer Bach.
In der näheren Umgebung von Nüxei liegen diese drei Naturschutzgebiete:
- westlich das 280,2 Hektar große Sülzensee – Mackenröder Wald (Nr. 192 in der Liste der Naturschutzgebiete in Thüringen)
- westlich und südlich das 590 Hektar große Steingrabental – Mackenröder Wald
- östlich das 73 Hektar große Weißensee und Steinatal

Ein Kilometer nördlich erhebt sich der 345 m ü. NHN hohe Römerstein.

## Geschichte
Bereits im Jahr 1420 tauchte der Name als Wüstung „Nytzenhain“ auf. Die nächste Nennung in einer Grenzbeschreibung erschien 1557 und lautete „Nichsehe“; weitere Bezeichnungen waren 1593 (Nixsee); 1619 (Nüxhei); 1754 (Nixey) und ab 1761 wurde das Vorwerk Nixey als ein Teil des Ritterguts Tettenborn erstmals genannt. Die graphemischen und zeitlichen Unterschiede zwischen den Schriftzeugnissen von 1420 bis 1557 lassen vermuten, dass die Siedlung zwischenzeitlich wüst fiel. Mögliches Ausgangswort ist der althochdeutsche Personenname Nizo, verbunden mit -hagen (umfriedete Landfläche), das zu -hain wurde. Der Weiler wurde bis 1933 von Osterhagen verwaltet und anschließend von der Gemeinde Steina. Die Bewohner orientierten sich kirchlich und schulisch immer nach Tettenborn.
Unweit des Weilers Nüxei liegt die Wüstung Wittgerode, die im 9./10. Jahrhundert entstand. Das Dorf wurde zwischen 1403 und 1420 zerstört und ein Großteil der Bewohner siedelte nach Tettenborn, der kleinere Teil (vermutlich die Glasmacher) nach Steina um.

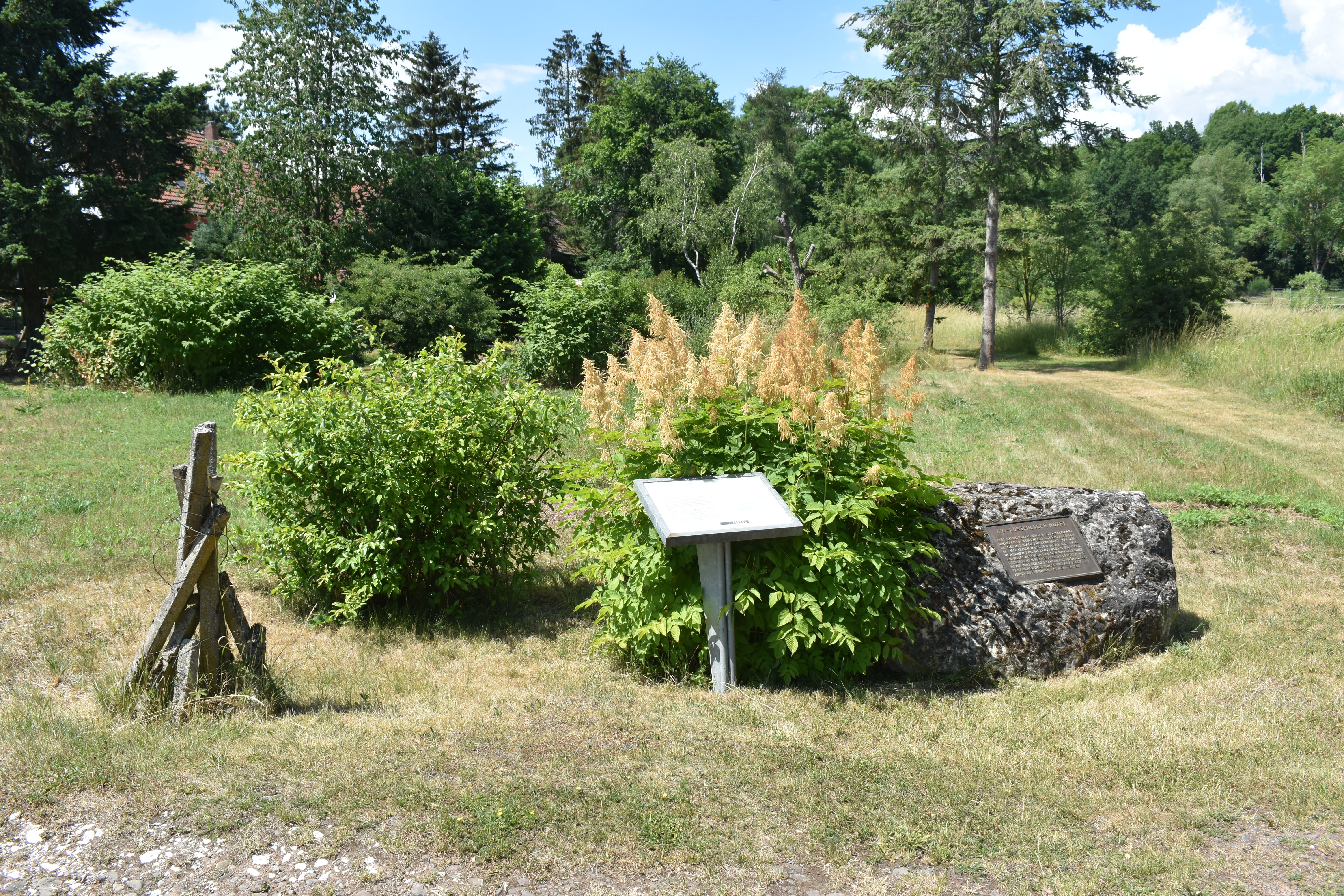
Gedenkstätte KZ-Außenlager Nüxei

Am 19. Juni 1944 wurde in Nüxei ein KZ-Außenlager gegründet, das ab Oktober 1944 dem KZ-Lagerkomplex Mittelbau unterstellt wurde und ein Nebenlager des ebenfalls zu diesem Lagerkomplex gehörenden Konzentrationslagers Wieda war. Etwa 300 KZ-Häftlinge der SS-Baubrigade III mussten Gleisbau-, Erd- und Rodungsarbeiten für den Bau der Helmetalbahn leisten. Nach einem Räumungstransport per Bahn und Todesmärschen zu Fuß wurden die meisten überlebenden Häftlinge in Gardelegen beim Massaker in der Isenschnibber Feldscheune am 13. April 1945 ermordet.
Am ehemaligen Lagergelände erinnert ein Gedenkstein an die Geschichte des KZ Nüxei. Auch die Dauerausstellung der Gedenkstätte Feldscheune Isenschnibbe Gardelegen erinnert an dessen Geschichte. Auf dem ehemaligen Bahndamm verläuft heute ein Teilabschnitt des Karstwanderweges.